# Isla de las Cobras (Río de Janeiro)
Isla de las Cobras (en portugués, Ilha das Cobras (Isla de las Serpientes)) es una isla localizada dentro de la Bahía de Guanabara  en la ciudad y estado de Río de Janeiro, Brasil. Está al noreste del centro de la ciudad. Es la sede del Arsenal de la Marina de Río de Janeiro de la Marina del Brasil.

## Descripción
La isla de una longitud de 600 m y un ancho de 200 m está unida a la ciudad de Río por un puente que se extiende sobre un canal con un largo de 116 m y una profundidad de 20 m. La isla es uno de los tres asientos del arsenal de la Marina de Río de Janeiro.